# John F. Campbell

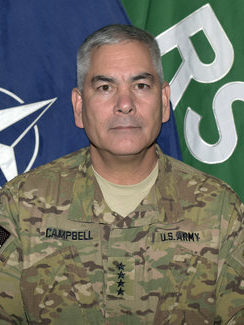
John Campbell (2014)

John Francis Campbell (* 11. April 1957, Loring Air Force Base, Maine) ist ein ehemaliger General der United States Army (USA). Vom 26. August 2014 bis zum 2. März 2016 war er Befehlshaber der Mission Resolute Support der NATO (bis Ende 2014 International Security Assistance Force (ISAF)) und der U.S. Forces Afghanistan (USFOR-A).
Zuvor diente Campbell vom 8. März 2013 bis zum 14. August 2014 als stellvertretender Vorsitzender des Generalstabs seiner Teilstreitkraft (englisch Vice Chief of Staff of the Army, VCSA).

## Ausbildung und Karriere
Campbell wuchs als Sohn eines Offiziers der U.S. Air Force auf verschiedenen Militärbasen auf und besuchte die Militärakademie in West Point, New York, die er 1979 abschloss und anschließend zunächst als Zugführer im 28. Infanterieregiment im hessischen Wiesbaden stationiert war.
Weitere Verwendungen führten Campbell in verschiedenen Funktionen unter anderem zur 5th Special Forces Group des Special Forces Command und zur 82nd Airborne Division in Fort Bragg, North Carolina. An der University of California, Davis war er Professor für Militärwissenschaft.
Campbells weitere Ausbildung umfasst einen Master of Public Administration der Golden Gate University, San Francisco, außerdem Fortbildungen am Command and General Staff College, Fort Leavenworth.
Er ist verheiratet und hat zwei Kinder.

### Dienst im Generalsrang

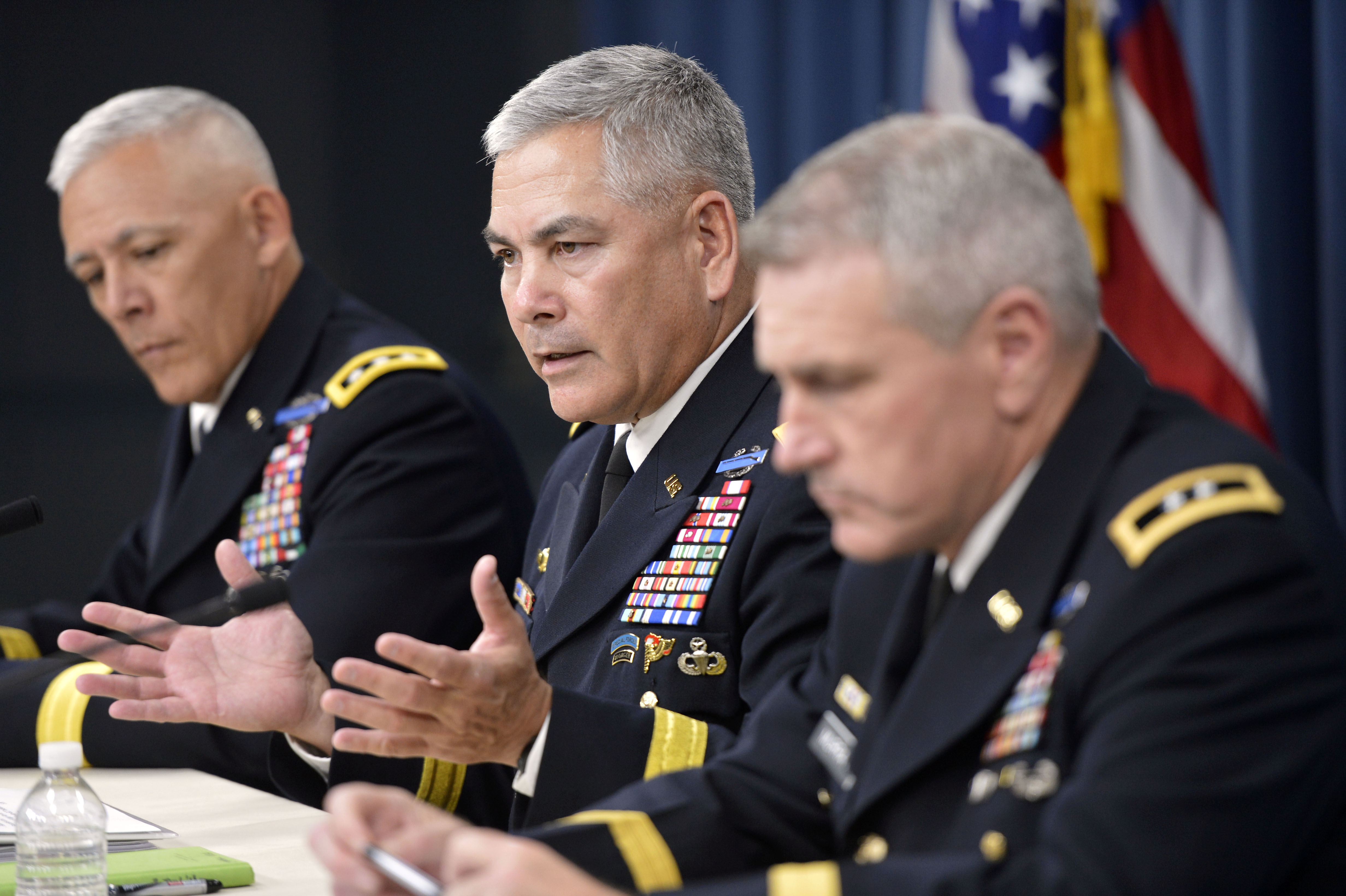
Campbell (Mitte) als Vice Chief of Staff of the Army während einer Pressekonferenz im Pentagon, Juni 2013

Zum Brigadegeneral befördert diente Campbell von 2005 an zunächst als stellvertretender Kommandeur der 1. Kavalleriedivision in Fort Hood, Texas – in dieser Funktion war er zuständig für die Planung der Manöver des Großverbandes und bereitete ihn unter anderem auf seinen Einsatz im 2. Irakkrieg vor –, anschließend im Range eines Generalmajors als stellvertretender Director for Regional Operations (J33) beim Vereinigten Generalstab im Pentagon, Arlington. 2009 übernahm Campbell das Kommando über die 101. Luftlandedivision in Fort Campbell, Kentucky, und war während dieses Kommandos von Juni 2010 bis Mai 2011 auch in Afghanistan stationiert.
Ab August 2011 diente er als stellvertretender Stabschef (G-3/5/7) im Generalstab der U.S. Army und wurde in dieser Funktion zum Generalleutnant befördert.
Anfang 2013 nominierte US-Präsident Barack Obama Campbell für die Nachfolge von General Lloyd J. Austin III., der seinerseits für den Oberbefehl über das U.S. Central Command vorgesehen war, als stellvertretender Vorsitzender des Generalstabs der U.S. Army. Vom Senat bestätigt übernahm Campbell das Kommando schließlich am 8. März 2013, seine Beförderung zum General erfolgte im Rahmen der Kommandoübergabe.
Am 26. August 2014 übernahm Campbell in Kabul den Befehl über die ISAF und die USFOR-A. Er folgte Joseph Dunford (USMC) nach, der kurz zuvor als Kommandant des Marine Corps nominiert worden war.
Als Kommandeur der USFOR-A verantwortet Campbell auch die Bombardierung der Klinik von Ärzte ohne Grenzen in Kundus 2015.
Am 2. März 2016 übergab Campbell das Kommando über die Mission Resolute Support (vormals ISAF) und die USFOR-A an General John W. Nicholson Jr. und trat in den Ruhestand.

### Beförderungen
| Rang               | Jahr              |
| ------------------ | ----------------- |
| Second Lieutenant  | 6. Juni 1979      |
| First Lieutenant   | 21. Januar 1981   |
| Captain            | 1. Juni 1983      |
| Major              | 1. Oktober 1990   |
| Lieutenant Colonel | 1. April 1995     |
| Colonel            | 1. Juni 2000      |
| Brigadier General  | 1. Oktober 2005   |
| Major General      | 7. November 2008  |
| Lieutenant General | 6. September 2011 |
| General            | 8. März 2013      |

### Auszeichnungen
Auswahl der Dekorationen, sortiert in Anlehnung an die Order of Precedence of Military Awards:
- Army Distinguished Service Medal
- Defense Superior Service Medal
- Legion of Merit (3 x)
- Bronze Star (3 x)
- Defense Meritorious Service Medal (2 x)
- Meritorious Service Medal
- Air Medal
- Joint Service Commendation Medal
- Army Commendation Medal (2 x)
- Army Achievement Medal
- Afghanistan Campaign Medal
- Iraq Campaign Medal
- NATO Meritorious Service Medal
- NATO-Medaille für den Einsatz in Jugoslawien
- NATO-Medaille der International Security Assistance Force
- Global War on Terrorism Expeditionary Medal
- Global War on Terrorism Service Medal
- Humanitarian Service Medal